# Cathy Sabroux
 (mai 2010).
Si vous disposez d'ouvrages ou d'articles de référence ou si vous connaissez des sites web de qualité traitant du thème abordé ici, merci de compléter l'article en donnant les références utiles à sa vérifiabilité et en les liant à la section « Notes et références ».
 (novembre 2024).
Cathy Sabroux (née le 11 mai 1958 à Paris) est une actrice, chanteuse, auteur et compositeur française.

## Biographie
Cathy Sabroux passe[Quand ?] du cabaret de jazz Aux Trois Mailletz où elle débuta aux côtés de Nina Simone et Lavelle, le Montana ou le Cosy Corner aux grandes scènes comme le Théâtre Mogador où elle interprète Madame Thénardier dans Les Misérables, le Casino de Paris avec Mama Morton dans Chicago, ou le Comédia (ancien Eldorado) dans Un violon sur le toit avec Yente, la marieuse.
Directrice artistique de Diva réseau de création du nouveau théâtre musical initié avec le metteur en scène Jacky Azencott, elle organise durant trois ans[Quand ?] en mai la Grande Fête du théâtre musical au théâtre de l'Épée de Bois, à l'hôtel de la Mirande et au théâtre Comédia, en partenariat avec le site Regard en coulisse et France Musique (Laurent Valière, émission 42e rue),,.
Elle crée également les Découvertes Diva, soutenues par la SACD, présentant en lecture publique chaque année[Quand ?] une douzaine de projets et créations musicales, au Théâtre du Petit Saint Martin, à la Péniche Opéra et Pépinière Opéra.
Membre de la SACD, de la SACEM, et de l'ADAMI, elle est également adaptatrice et conseil pour écriture des lyrics et livrets musicaux, rédactrice de nombreux programmes, textes et points de vue autour de la chanson, du spectacle, de la musique et du théâtre. 

### Théâtre musical et comédies musicales
- Un violon sur le toit au  Théâtre Comédia, mise en scène d'Olivier Benezech, adaptation de Stéphane Laporte. Nommé aux Molières « meilleur spectacle musical » 2007.
- Chicago au Casino de Paris, comédie musicale de John Kander, Fred Ebb, Bob Fosse, mise en scène Scott Farris, adaptation française Laurent Ruquier. Nommé dans la catégorie meilleur spectacle musical aux Molières 2005.
- Les Misérables, Théâtre Mogador, de Claude-Michel Schönberg et Alain Boublil, mise en scène de la Royal Shakespeare Company. Victoire de la musique et Molière du meilleur spectacle musical 1992.
- L'Ultime Rendez-vous, mise en scène de Vincent Vittoz, livret de Vincent Vittoz et Raphaël Bancou, création Péniche Opéra.
- Grande exposition musicale DIVA, Cartoucherie de Vincennes, Théâtre de l'Épée de Bois.
- Nanas' Lied, création Avignon 1998, mise en scène Jacky Azencott avec Marie Ruggeri et Pierre-Michel Sivadier
- Amoureuses (Nanas' Lied), théâtres Sentier des halles / Déchargeurs
- C'est si bon quand c'est défendu, d’après Le Dindon de Georges Feydeau, Festival d'Avignon 1991, mise en scène Jacky Azencott, Théâtre du Balcon.

## Théâtre
- La Leçon d'Eugène Ionesco, création au Théâtre Mouffetard (dirigé par Pierre Santini), du 3 février au 28 mars 2010, mise en scène Samuel Sené. Avec Claire Baradat et Christian Bujeau.
- Quai des brumes, d’après le roman de Pierre Mac Orlan, adaptation et mise en scène de J.Azencott, création Théâtre de Tremblay en France puis Festival Avignon et tournée. Résidence ville d'Orange.
- Tambours dans la nuit de Bertolt Brecht, mise en scène Théâtre en Pièces, Fondation Deutsch de la Meurthe, Théâtre de la Cité Universitaire.
- Grand-peur et misère du IIIe Reich de Bertolt Brecht Mise en Scène Alain Mollot (Théâtre de la Jacquerie)

## Scène, cabaret, enregistrements
- Les Trois Mailletz, cabaret, premières parties de Lavelle et Nina Simone, spectacles et tours de chant
- Concerts et tournées avec trio de jazz au Montana, Melody Blues, Cosy Corner.
- Chorus des Hauts-de-Seine 1990, nomination aux PIAFS 91. Lauréate des Rencontres de la chanson française.
- Mort à credit de Louis-Ferdinand Céline, spectacle, Théâtre en Pièces.
- Colporteurs, groupe trio jazz, adaptations de chansons de Cole Porter.
- Cours toujours, groupe jazz, compositions de Pierre Michel Sivadier.